# Futsal Ribeirão
O Futsal Ribeirão, também chamado de Barão de Mauá/Futsal Ribeirão (por questões de patrocínio) (Ribeirão Preto, 05 de fevereiro de 2018), é um time de futsal profissional e de base que atualmente representa o município de Ribeirão Preto. Suas cores oficiais são o azul e branco, mas, em 2019, durante a parceria com Comercial, a equipe adotou como cores o preto e o branco, além de mudar seu escudo para o escudo do Comercial. Com o término da parceria, o clube voltou a suas cores inciais e escudo original.

## História

### Fundação e primeiro ano
A equipe do Futsal Ribeirão foi apresentada em solenidade no Palácio do Rio Branco, sede da prefeitura de Ribeirão Preto, em 05 de fevereiro de 2018 com o nome de Futsal Ribeirão/Borelli Imóveis/Construtora 3BS/Secretaria de Esportes (devido aos patrocínios). Seu primeiro treinador foi Fabrício Moreira e a ideia da equipe era se classificar para competições oficiais em 2019. No seu primeiro ano, a equipe mandava seus jogos no Ginásio do SESI, no bairro Jardim Castelo Branco, em Ribeirão Preto. O primeiro jogo da história do Futsal Ribeirão aconteceu no dia 1 de março de 2018, no Ginásio do SESI. Na ocasião, o Futsal Ribeirão venceu o Atlético RP por 12 a 0 em um amistoso.
No dia 10 de março de 2018, o time fez seu primeiro jogo oficial da história, vencendo Jardinópolis por 10 a 2, com gols de Beto (3), Jhonis (2), Bruninho (2), Dudu (2) e Mineiro. O jogo era válido pela 34ª edição da Taça EPTV de Futsal, em partida também disputada no Ginásio do SESI.
Já em seu primeiro ano, a equipe participou dos Jogos Regionais, representando a cidade de Ribeirão Preto, e terminou vice-campeã. Outro título conquistado foi a Copa Ribeirão de Futsal. Em setembro de 2018, mudou de ginásio, passando a mandar seus jogos no Ginásio Dr. Walter Castelucci, no Ipanema Clube.

### Equipe de Mídia
Desde o início a equipe conta com trabalho de mídia e assessoria de imprensa da FollowX Comunicação, dos renomados jornalistas Rafael Gonçalves e Fabiano Ribeiro, que divulgam todos os dados e informações aos torcedores nos canais digitais do Futsal Ribeirão.

### Parceria com o Comercial
Em fevereiro de 2019, quando completava um ano de existência, o Futsal Ribeirão firmou parceria com o Comercial e passou a se chamar Comercial Futsal Ribeirão, adotando as cores e o escudo do Bafo. A equipe também mudou de "casa" pela terceira vez, agora, passando a mandar seus jogos no Ginásio 2 da Cava do Bosque.
A temporada 2019 foi a mais vitoriosa da equipe, o Comercial Futsal Ribeirão encerrou com números impressionantes e inúmeras conquistas. Durante o ano, vieram as conquistas da 2ª Copa Ribeirão, da Liga SBT de Futsal – 1ª Divisão, além do título mais importante, a conquista da Copa Paulista do Interior, que deu acesso a elite da Liga Paulista em 2020. O time ainda foi terceiro colocado nos Jogos Abertos do Interior de Marília e na Copa Record de Futsal, e ficou em quarto lugar nos Jogos Regionais do Interior de Franca.
De fevereiro a dezembro foram 50 jogos entre competições e amistosos oficiais, com 36 vitórias, 9 empates e somente 5 derrotas. A equipe marcou 252 gols, sofreu 93, e teve no pivô Beto o grande artilheiro da temporada com 59 gols (ele soma 108 gols na história do projeto). No dia 03 de novembro de 2019, o Comercial Futsal ainda realizou seu primeiro jogo internacional em sua história, goleando a Seleção de Cuba pelo placar de 6-1. O amistoso foi realizado no ginásio do Colégio Marista em Ribeirão Preto.
Ao fim da temporada, porém, a parceria com o Comercial não foi renovada.

### Temporada 2020
A temporada 2020 marcará a estreia do Futsal Ribeirão na Liga Paulista. Para isso, o clube firmou parceria com o Centro Universitário Barão de Máua e passou a se chamar Barão de Mauá/Futsal Ribeirão em anuncio feito em suas redes sociais em 19 de fevereiro de 2020.
A temporada 2020 começou embalada. Em seus dois primeiros compromissos, duas vitórias e o título inédito da Superliga SBT de Futsal, o que aumentou o ânimo na preparação do Barão de Mauá/Futsal Ribeirão, que fazia todos os preparativos para enfim estrear na elite da Liga Paulista. Mas, em 16 de março, o time recebeu a informação de que teria que interromper seus trabalhos. A Liga Paulista havia sido suspensa, assim como todas as outras atividades esportivas e campeonatos de várias modalidades, devido a Pandemia de COVID-19 que afetou o mundo.
Mesmo com a paralisação da temporada 2020 pela Pandemia da COVID-19, no dia 09 de abril do mesmo ano, o Barão de Mauá/Futsal Ribeirão anunciou, através de suas redes sociais, que passaria a utilizar, a partir daquela data, o Ginásio José Favaro Junior como seu novo local de jogos. O ginásio pertence ao Centro Universitário Barão de Mauá, que firmou parceria com a equipe no início do ano.
Estréia na elite paulista
No dia 21 de setembro de 2020, o Barão de Mauá/Futsal Ribeirão pode finalmente fazer sua estréia na elite do futsal paulista, após sete meses de paralisação da temporada devido à Pandemia da COVID-19. O jogo aconteceu no Ginásio Gigantão, na cidade de Araraquara, e o adversário do time azul e branco foi a UNIARA/Fundesport/Araraquara. Durante o jogo, o time da casa abriu o placar com Fudiu, ainda no primeiro tempo, mas, aos 10 minutos da segunda etapa, o time de Ribeirão empatou com Nando - que entrou para história do clube ao marcar o primeiro gol da equipe na elite do futsal paulista. Nos instantes finais de jogo, o Barão de Mauá/Futsal Ribeirão estourou o limite de falta, e a UNIARA não perdoou: Neguinho marcou o segundo gol do time de Araraquara, e o jogo terminou UNIARA/Fundesport/Araraquara 2x1 Barão de Mauá/Futsal Ribeirão.
Na segunda rodada, disputada dia 26 de setembro, o Barão de Mauá/Futsal Ribeirão jogou novamente fora de casa. Dessa vez o time foi até Botucatu, e ficou no empate em 1 a 1 com a AA Botucatuense, em jogo realizado no Ginásio Heróis do Araguaia. O gol do time de Ribeirão foi marcado pelo recém-contratado Kauê. Esse jogo entrou para história do time, pois foi a 100ª partida disputada pela equipe.
No dia 1 de outubro, o Barão de Mauá/Futsal Ribeirão finalmente fez sua estréia em casa na elite paulista, conseguindo logo sua primeira vitória na divisão principal do futsal estadual. O jogo foi histórico, também, pois pela primeira vez o Barão de Mauá/Futsal Ribeirão pode jogar na sua nova casa, o Ginásio José Fávaro Junior. O jogo foi contra a UNIARA/Fundesport/Araraquara, que havia derrotado Ribeirão na estréia do campeonato. Mas, dessa vez, jogando em casa, o time azul e branco dominou a partida e conseguiu a sua primeira vitória, com o placar de 2 a 0, com gols de Mineiro e Luiz Felipe.
No dia 15 de outubro de 2020, o Barão de Mauá/Futsal Ribeirão conseguiu aplicar sua primeira goleada na elite paulista. O time vinha embalado, após uma vitória heróica contra o Tempersul/Intelli Dracena, por 3 a 2, jogando em casa, e só precisava de mais uma vitória para se classificar para a próxima fase da Liga Paulista de Futsal. Jogando novamente em Ribeirão, dessa vez contra a AA Botucatuense - equipe na qual o Barão de Mauá/Futsal Ribeirão havia apenas empatado na segunda rodada do torneio, em Botucatu -, o time azul e branco, dessa vez, não tomou conhecimento do adversário. Beto, o maior artilheiro da história do time ribeirãopretano, finalmente fez seus primeiros gols na elite paulista, e o Barão de Mauá/Futsal Ribeirão venceu por 5 a 1 o time de Botucatu, garantindo sua classificação .
No dia 25 de outubro, o Futsal Ribeirão perdeu sua segunda partida na Liga Paulista para o Tempersul/Intelli Dracena, em Dracena, por 4 a 2.
A estreia do time azul e branco em uma fase eliminatória na elite do futsal estadual, aconteceu nas oitavas-de-final da Liga Paulista, em jogo realizado no dia 7 de novembro, onde o Barão de Mauá/Futsal Ribeirão, conseguiu aplicar sua segunda goleada na competição, vencendo por 4 a 0 a equipe do Yoka/Milclean, no Ginásio Pedregulho, em Guaratinguetá. O primeiro gol desta partida, marcado por Beto, o maior artilheiro da história do clube, entrou para história por ser, também, o gol de número 500 do Futsal Ribeirão.
No jogo da volta, pelas oitavas-de-finais, dessa vez jogando em casa, o time ribeirãopretano venceu mais uma vez o time de Guaratinguetá. O placar do jogo foi Futsal Ribeirão/Barão de Mauá 3 a 2 Yoka/Milclean. Com esse resultado, o time azul e branco avança para as quartas-de-finais, onde enfrentará o Santo André Futsal.
A estreia do Futsal Ribeirão nas quartas-de-finais da Liga Paulista no dia 17 de novembro de 2020, aconteceu em casa, no Ginásio José Favaro Junior, e terminou com uma goelada sobre o Santo André Futsal. Com gols marcados por Paulinho, Mineiro, Kauê, Luiz Felipe (2) e Wellitinho, o time de Ribeirão venceu por 6 a 1 os visitantes.
No jogo da volta, realizado no dia 22 de novembro, o time de Ribeirão foi até Santo André, com a vantagem de poder empatar, por ter vencido a primeira partida; porém, mesmo com a goleada de Ribeirão no primeiro jogo, uma vitória simples do Santo André levaria o jogo para a prorrogação. Em partida disputada no Ginásio Noêmia Assunção, o time do ABC cumpriu o regulamento e conseguiu a vitória no tempo normal, por 3 a 2, o que forçou a prorrogação. Mas, no tempo extra, o Futsal Ribeirão/Barão de Mauá acabou conseguindo a vitória por 1 a 0, com gol de Beto, o maior artilheiro da história do time, e com o placar agregado do jogo em 3 a 3, e da soma das duas partidas em 9 a 4, Ribeirão ficou com a vaga inédita para a semifinal da Liga Paulista.
Na sua primeira e histórica semifinal na elite paulista, logo em sua primeira participação no torneio, o Futsal Ribeirão acabou eliminado pelo Pulo Futsal Campinas. No primeiro jogo, em 1 de dezembro, o time azul e branco perdeu em casa para a equipe campineira pelo placar de 0-1. No jogo da volta, no dia 4 de dezembro, em Campinas, os times ficaram no empate por 2 a 2, e o resultado favoreceu a equipe do Pulo Futsal, que acabou classificada para a decisão. Apesar da eliminação na semifinal, em uma difícil temporada, marcada por paralisações e cancelamentos devido a Pandemia da COVID-19, o time de Ribeirão termina o ano, e a competição, chegando entre os quatro melhores colocados do Estado, e logo em sua primeira participação, e esse resultado foi surpreendente.

### Temporada 2021
Título inédito da Copa LPF
A temporada 2021 do Barão de Mauá/Futsal Ribeirão começou com a preparação para Copa LPF, o primeiro torneio que a equipe disputou na temporada. Mesmo à distância, por causa das restrições da Pandemia de COVID-19, o time fez toda sua preparação física, anunciou reforços e novas parcerias de patrocínio, tudo em suas redes sociais. O retorno aos treinos coletivos com bola, só aconteceu em 23 de abril, uma semana antes da estreia na Copa LPF.
O Barão de Mauá/Futsal Ribeirão estreou em casa, na Copa LPF, no dia 30 de abril, contra a Botucatuense, e venceu pelo placar de 2 a 1. Já na segunda rodada, o time conheceu sua única derrota na competição: jogando em casa, o time perdeu de 3 a 0 para o Pulo Futsal de Campinas. Mas o Barão de Mauá/Futsal Ribeirão não deixou se abalar com o resultado negativo, e nas rodadas seguintes, venceu todos os seus jogos, com direito a duas goleadas de 7 a 1 (contra o Brutos de Limeira e o Indaituba/Smart), para se classificar para a fase final da competição.
Na fase final, o time de Ribeirão derrotou o Taboão da Serra por 3 a 1, nas quartas-de-finais; e depois venceu o Taubaté Futsal por 6 a 3, na semifinal, para chegar a inédita decisão. No jogo da semifinal, o jogador de Ribeirão, Pidaia, marcou um golaço de bicicleta, chutando do lado oposto da quadra
Na final, o time de Ribirão empatou em 3 a 3 com o Tempersul/Dracena no tempo normal, e o placar se manteve igual na prorrogação. Na decisão por penaltis, brilhou a estrela do goleiro reserva do Barão de Mauá, Bezim, que defendeu dois chutes do adversário, e ajudou o time de Ribeirão a conquistar o título estadual inédito pelo placar de 4 a 2. Beto, maior artilheiro da história do Futsal Ribeirão, também foi o artilheiro da competição, com 14 gols.

## Elenco atual
Última atualização: 10 de julho de 2021

Legenda
- : Capitão
- : Jogador lesionado
- : Jogador suspenso

## Estatísticas por temporada
Todas as campanhas do Futsal Ribeirão segundo a FollowX Comunicação, assessora do clube:
| TEMPORADAS | TEMPORADAS | TEMPORADAS | TEMPORADAS | TEMPORADAS | TEMPORADAS             | TEMPORADAS | TEMPORADAS | TEMPORADAS  | TEMPORADAS    | TEMPORADAS         | TEMPORADAS | TEMPORADAS |
| Temporada  | Jogos      | Vitórias   | Empates    | Derrotas   | Competições disputadas | Títulos    | Gols Pró   | Gols Contra | Saldo de Gols | Média de Gols/Jogo | Artilheiro | Gols       |
| 2018       | 46         | 34         | 4          | 8          | 6                      | 1          | 224        | 73          | 151           | 4,86               | Beto       | 49         |
| 2019       | 50         | 36         | 9          | 5          | 7                      | 3          | 252        | 93          | 163           | 5,04               | Beto       | 59         |
| 2020¹      | 14         | 8          | 3          | 3          | 2                      | 1          | 40         | 20          | 20            | 2,85               | Beto       | 12         |
| 2021       | 9          | 7          | 1          | 1          | 1                      | 1          | 37         | 19          | 18            | 4,11               | Beto       | 14         |
| ---------- | ---------- | ---------- | ---------- | ---------- | ---------------------- | ---------- | ---------- | ----------- | ------------- | ------------------ | ---------- | ---------- |

¹A temporada 2020 ficou temporariamente suspensa devido à Pandemia de COVID-19
- Dados atualizados até: [10 de julho]] de 2021

### Dados gerais
Em sua história, até o momento, o Futsal Ribeirão já atingiu as seguintes marcas:
| ESTÁTISTICAS GERAIS   | ESTÁTISTICAS GERAIS | ESTÁTISTICAS GERAIS | ESTÁTISTICAS GERAIS | ESTÁTISTICAS GERAIS | ESTÁTISTICAS GERAIS | ESTÁTISTICAS GERAIS | ESTÁTISTICAS GERAIS | ESTÁTISTICAS GERAIS    | ESTÁTISTICAS GERAIS  |
| Temporadas disputadas | Jogos disputados    | Vitórias            | Empates             | Derrotas            | Gols marcados       | Gols sofridos       | Saldo de gols       | Média de gols por jogo | Títulos conquistados |
| 4                     | 119                 | 85                  | 17                  | 17                  | 554                 | 205                 | 349                 | 4,6                    | 5                    |
| --------------------- | ------------------- | ------------------- | ------------------- | ------------------- | ------------------- | ------------------- | ------------------- | ---------------------- | -------------------- |

- Dados atualizados até: 10 de julho de 2021

## Títulos e Conquistas

### Campeão / Medalha de Ouro
| ESTADUAIS            | ESTADUAIS                          | ESTADUAIS | ESTADUAIS   |
|                      | Competição                         | Títulos   | Anos        |
| -------------------- | ---------------------------------- | --------- | ----------- |
| São Paulo            | Copa LPF                           | 1         | 2021        |
| São Paulo            | Copa Paulista do Interior          | 1         | 2019        |
| MUNICIPAIS/REGIONAIS |                                    |           |             |
|                      | Competição                         | Títulos   | Anos        |
|                      | Copa Ribeirão Preto de Futsal      | 2         | 2018 e 2019 |
|                      | Liga SBT de Futsal 1ª Divisão      | 1         | 2019        |
|                      | Superliga SBT de Futsal 1ª Divisão | 1         | 2020        |

### Vice-campeão / Medalha de Prata
| ESTADUAIS            | ESTADUAIS                     | ESTADUAIS | ESTADUAIS |
|                      | Competição                    | Títulos   | Anos      |
| -------------------- | ----------------------------- | --------- | --------- |
| São Paulo            | Jogos Regionais               | 1         | 2018      |
| MUNICIPAIS/REGIONAIS |                               |           |           |
|                      | Competição                    | Títulos   | Anos      |
|                      | Campeonato Regional de Futsal | 1         | 2018      |

### Terceiro colocado / Medalha de Bronze
| ESTADUAIS            | ESTADUAIS                 | ESTADUAIS | ESTADUAIS |
|                      | Competição                | Títulos   | Anos      |
| -------------------- | ------------------------- | --------- | --------- |
| São Paulo            | Jogos Abertos do Interior | 1         | 2019      |
| MUNICIPAIS/REGIONAIS |                           |           |           |
|                      | Competição                | Títulos   | Anos      |
|                      | Copa Record de Futsal     | 1         | 2019      |

## Jogos Internacionais Históricos
| JOGOS INTERNACIONAIS | JOGOS INTERNACIONAIS                                       | JOGOS INTERNACIONAIS       | JOGOS INTERNACIONAIS | JOGOS INTERNACIONAIS |
| Data e horário       | Confronto                                                  | Ginásio                    | Cidade               | Tipo de jogo         |
| -------------------- | ---------------------------------------------------------- | -------------------------- | -------------------- | -------------------- |
| 03/11/2019 - 16h     | Comercial Futsal Ribeirão 6-1 Asociación de Fútbol de Cuba | Ginásio do Colégio Marista | Ribeirão Preto       | Amistoso             |

## Maiores goleadas
As maiores goleadas aplicadas pelo Futsal Ribeirão em sua história são:
| MAIORES GOLEADAS | MAIORES GOLEADAS | MAIORES GOLEADAS                         | MAIORES GOLEADAS              | MAIORES GOLEADAS  |
| Colocação        | Ano              | Confronto                                | Competição                    | Diferença de gols |
| ---------------- | ---------------- | ---------------------------------------- | ----------------------------- | ----------------- |
| Maior Goleada    | 2019             | Futsal Ribeirão 16-2 Aguaí               | Liga SBT de Futsal 1ª Divisão | 14                |
| 2º               | 2018             | Futsal Ribeirão 14-1 Juventus Futsal     | Copa Ribeirão Preto de Futsal | 13                |
| 3º               | 2018             | Futsal Ribeirão 13-0 Monte Azul Paulista | Copa Record de Futsal         | 13                |
| 4º               | 2019             | Futsal Ribeirão 13-1 Cristo Redentor     | Copa Ribeirão Preto de Futsal | 12                |
| 5º               | 2018             | Futsal Ribeirão 12-0 Atlético RP         | Amistoso                      | 12                |
| 6º               | 2019             | Futsal Ribeirão 12-0 Atlético RP         | Copa Ribeirão Preto de Futsal | 12                |
| 7º               | 2018             | Futsal Ribeirão 16-6 Família RP          | Copa Ribeirão Preto de Futsal | 10                |
| 8º               | 2019             | Futsal Ribeirão 11-2 Batatais            | Copa Record de Futsal         | 9                 |
| 9º               | 2018             | Futsal Ribeirão 11-3 Dourado             | Campeonato Regional           | 8                 |
| 10º              | 2018             | Futsal Ribeirão 10-2 Jardinópolis        | Taça EPTV de Futsal           | 8                 |

Curiosidade
No jogo onde o time aplicou a maior goleada de sua história, Jhonis marcou 7 (sete) gols, se tornando o jogador a conseguir marcar o maior número de gols em uma mesma partida pelo Futsal Ribeirão.

## Artilheiros

### Maiores Artilheiros da história
Os maiores artilheiros da história do Futsal Ribeirão, até o momento são:
| Maior artilheiro da história | Gols | Temporadas                 |
| Beto                         | 134  | 4 (2018, 2019, 2020, 2021) |
| Jhonis                       | 67   | 3 (2018, 2019 e 2020)      |
| Jonas                        | 46   | 3 (2018, 2019 e 2020)      |

- Dados atualizados até: 10 de julho de 2021

### Artilheiros por temporada
Os melhores marcadores por temporada disputada pelo Futsal Ribeirão, de acordo com a FollowX Comunicação, são:
| ESTÁTICAS DOS ARTILHEIROS POR TEMPORADAS | ESTÁTICAS DOS ARTILHEIROS POR TEMPORADAS | ESTÁTICAS DOS ARTILHEIROS POR TEMPORADAS | ESTÁTICAS DOS ARTILHEIROS POR TEMPORADAS | ESTÁTICAS DOS ARTILHEIROS POR TEMPORADAS | ESTÁTICAS DOS ARTILHEIROS POR TEMPORADAS |
| Temporada                                | Jogos                                    | Gols Pró da equipe                       | Artilheiro                               | Gols no ano do jogador                   | Média de Gols/Jogo do jogador            |
| 2018                                     | 46                                       | 224                                      | Beto                                     | 49                                       | 1,06                                     |
| 2019                                     | 50                                       | 252                                      | Beto                                     | 59                                       | 1,18                                     |
| 2020¹                                    | 14                                       | 40                                       | Beto                                     | 12                                       | 0,85                                     |
| 2021                                     | 9                                        | 37                                       | Beto                                     | 14                                       | 1,55                                     |
| ---------------------------------------- | ---------------------------------------- | ---------------------------------------- | ---------------------------------------- | ---------------------------------------- | ---------------------------------------- |

|}
¹A temporada 2020 ficou temporariamente suspensa devido à Pandemia de COVID-19
- Dados atualizados até: 10 de julho de 2021

### Artilheiros por competição
| ESTÁTICAS DOS ARTILHEIROS POR COMPETIÇÕES NAS TEMPORADAS | ESTÁTICAS DOS ARTILHEIROS POR COMPETIÇÕES NAS TEMPORADAS | ESTÁTICAS DOS ARTILHEIROS POR COMPETIÇÕES NAS TEMPORADAS | ESTÁTICAS DOS ARTILHEIROS POR COMPETIÇÕES NAS TEMPORADAS | ESTÁTICAS DOS ARTILHEIROS POR COMPETIÇÕES NAS TEMPORADAS | ESTÁTICAS DOS ARTILHEIROS POR COMPETIÇÕES NAS TEMPORADAS | ESTÁTICAS DOS ARTILHEIROS POR COMPETIÇÕES NAS TEMPORADAS | ESTÁTICAS DOS ARTILHEIROS POR COMPETIÇÕES NAS TEMPORADAS | ESTÁTICAS DOS ARTILHEIROS POR COMPETIÇÕES NAS TEMPORADAS | ESTÁTICAS DOS ARTILHEIROS POR COMPETIÇÕES NAS TEMPORADAS | ESTÁTICAS DOS ARTILHEIROS POR COMPETIÇÕES NAS TEMPORADAS | ESTÁTICAS DOS ARTILHEIROS POR COMPETIÇÕES NAS TEMPORADAS |
| Ano                                                      | Taça EPTV                                                | Copa Ribeirão Preto                                      | Jogos Regionais                                          | Copa Record                                              | Jogos Abertos                                            | Campeonato Regional                                      | Liga SBT                                                 | Copa Paulista do Interior                                | Superliga SBT                                            | Liga Paulista de Futsal                                  | Copa LPF                                                 |
| 2018                                                     | Bruninho (7)                                             | Nildinho (8)                                             | Beto (5)                                                 | Beto (6)                                                 | Beto (6)                                                 | Beto (13)                                                | não disputado                                            | não disputado                                            | não disputado                                            | não disputado                                            | não disputado                                            |
| 2019                                                     | Beto (8)                                                 | Paulinho (12)                                            | Ivan (5)                                                 | Beto (10)                                                | Jhonis (5)                                               | Jhonis (11)                                              | Jhonis (11)                                              | Beto (12)                                                | não disputado                                            | não disputado                                            | não disputado                                            |
| 2020¹                                                    | Cancelado²                                               | não disputado                                            | Cancelado²                                               | não disputado                                            | Cancelado²                                               | não disputado                                            | não disputado                                            | não disputado                                            | Beto (4)                                                 | Beto (8)                                                 | não disputado                                            |
| 2021                                                     | não disputado                                            | não disputado                                            | não disputado                                            | não disputado                                            | não disputado                                            | não disputado                                            | não disputado                                            | não disputado                                            | não disputado                                            | não disputado                                            | Beto (14)                                                |
| -------------------------------------------------------- | -------------------------------------------------------- | -------------------------------------------------------- | -------------------------------------------------------- | -------------------------------------------------------- | -------------------------------------------------------- | -------------------------------------------------------- | -------------------------------------------------------- | -------------------------------------------------------- | -------------------------------------------------------- | -------------------------------------------------------- | -------------------------------------------------------- |

¹A temporada 2020 ficou temporariamente suspensa devido à Pandemia de COVID-19
²Competições que o Futsal Ribeirão participaria, mas foram canceladas por conta da Pandemia da COVID-19.
- Dados atualizados até: 10 de julho de 2021

## Técnicos
Os técnicos que já comandaram o Futsal Ribeirão:
| Técnicos         | Início | Término    |
| Fabrício Moreira | 2018   | 2018       |
| André Tártaro    | 2019   | Atualmente |

## Materiais Esportivos
Todas as fornecedoras de materiais esportivos:
| Fornecedora   | Início | Término    |
| Geração Sport | 2018   | Atualmente |

## Nomes e Ginásios
Em sua história, o Futsal Ribeirão já mandou seus jogos em alguns ginásios diferentes, e devido a contrato com patrocinadores, o time já teve os seguintes nomes:
| NOMES E GINÁSIOS | NOMES E GINÁSIOS                                                       | NOMES E GINÁSIOS |
| Temporada        | Nome oficial                                                           | Ginásio |
| 2018             | Futsal Ribeirão/Borelli Imóveis/Construtora 3BS/Secretaria de Esportes | Ginásio do SESI - Primeiro ginásio utilizado pelo Futsal Ribeirão. Foi usado entre fevereiro e setembro de 2018. Ginásio Dr. Walter Castelluci (Ipanema Clube) - Segundo ginásio usado pelo time, de setembro à dezembro de 2018. |
| 2019             | Comercial Futsal Ribeirão                                              | Ginásio 2 da Cava do Bosque - Terceiro ginásio do clube, usado a partir de janeiro de 2019. Ginásio do Colégio Marista - Ginásio usado no dia 03/11/2019 apenas para o amistoso contra Cuba.                                      |
| 2020             | Barão de Mauá/Futsal Ribeirão                                          | Ginásio 2 da Cava do Bosque - Usado até 09 de abril de 2020 Ginásio José Favaro Junior - Atual ginásio do clube. |
| ---------------- | ---------------------------------------------------------------------- | --- |